# Amor prohibido (álbum de Daniela Romo)
Amor prohibido es el título del segundo álbum de estudio grabado por la cantautora y actriz mexicana Daniela Romo, Fue lanzado al mercado por la empresa discográfica Hispavox en 1984, y el segundo para la dicha discográfica, El álbum fue un gran éxito ya que significó la confirmación del éxito de la cantante y fue un álbum que la llevó a presentarse en los países de América Latina y en España y con cierta presencia en Estados Unidos.
De este álbum se desprenden los sencillos: "Yo no te pido la luna" (original de Fiordaliso), "Enamorada de ti", "Ay, ay, ay", "Sola", "Amor prohibido", "Ya no somos amantes" y "Hoy te he visto en la terraza de un bar". Otros temas con letras grandiosas y melodías grandiosas son “Jóvenes” “La Fuerza De Un Hombre” y “Cadenas”.
El álbum fue todo un éxito y se plasmó como uno de los mejores de Daniela Romo y un icono de los años 80s. Este álbum vendió 2 millones de copias en todo el mundo.

## Lista de canciones
| Amor prohibido |                                                   |                                                                             |          |  |
| N.º            | Título                                            | Escritor(es)                                                                | Duración |  |
| 1.             | «Yo no te pido la luna» (Non Voglio Mica La Luna) | L Albertelli · V. Malepasso · A. Fornaciari Adapt: al español: Daniela Romo | 3:56     |  |
| 2.             | «Ya no somos amantes»                             | Daniela Romo · Danilo Vaona · V. Guiffre                                    | 3:38     |  |
| 3.             | «Sola»                                            | Daniela Romo · Danilo Vaona                                                 | 3:15     |  |
| 4.             | «Amor prohibido»                                  | Daniela Romo · Danilo Vaona                                                 | 3:24     |  |
| 5.             | «Una canción»                                     | Daniela Romo · Danilo Vaona                                                 | 3:54     |  |
| 6.             | «Jóvenes»                                         | Daniela Romo · Danilo Vaona                                                 | 3:41     |  |
| 7.             | «La fuerza de un hombre»                          | Gonzalo Benavides                                                           | 3:55     |  |
| 8.             | «Solamente amigas»                                | Daniela Romo · Danilo Vaona                                                 | 4:03     |  |
| 9.             | «Cadenas»                                         | Daniela Romo · Danilo Vaona                                                 | 3:26     |  |
| 10.            | «Enamorada de ti»                                 | Daniela Romo · Danilo Vaona                                                 | 3:52     |  |
| 11.            | «Ay, ay, ay»                                      | José Luis Perales                                                           | 3:16     |  |
| 12.            | «Hoy te he visto en la terraza de un bar»         | José María Cano                                                             | 2:34     |  |

## Créditos
- Arreglos Y Dirección De Orquesta: Danilo Vaona
- Ingeniero de Grabación: Ángel Barco
- Ingeniero de Mezclas: José Antonio Álvarez Alija
- En Estudios: Hispavox, Eurosonic, (Madrid, España)

- Datos: Q4747607